# Macska a galambok között (regény)
Macska a galambok között (Cat Among the Pigeons) Agatha Christie angol krimiírónő 1959-ben megjelent regénye, amelyet először a William Collins Sons and Company Ltd. a Collins Crime Club sorozatában jelentetett meg 1959. november 2-án. Az Egyesült Államokban a Dodd, Mead and Company 1960-ban, azonos címmel publikálta.
Magyarországon először az Európa Könyvkiadó adta ki a Fekete Könyvek sorozatában 1989-ben, Kosáryné Réz Lola fordításában.
A „zártkörű” gyilkosságot kalandszállal kombináló regényébe saját életének két, a húszas évek vége felé történt eseményét is beleszőtte. Az egész életművet tekintve a módszer nem számít újdonságnak, gondoljunk csak az úgynevezett „emlékezetkiesés”-motívumot feldolgozó regényekre (A Bertram Szálló, A titkos ellenfél, Az ABC-gyilkosságok, A krétai bika, Harmadik lány, Szunnyadó gyilkosság).

## Szereplők
- Honoria Bulstrode kisasszony – a Minerva Leánynevelő Intézet igazgatója
- Eleanor Vansittart kisasszony – vezető tanár, Bulstrode kisasszony várományos utóda
- Chadwick kisasszony – a matematika vezető tanára, az iskola társalapítója
- Ann Shapland / Angelica de Toredo – Bulstrode kisasszony titkárnője / spanyol táncosnőnek álcázott titkosügynök
- Denis Rathbone – Ann Shapland szeretője
- Eileen Rich kisasszony – franciatanár
- Angèle Blanche kisasszony – franciatanár, aki néhai nővére útlevele és önéletrajza segítségével szerezte állását
- Grace Springer kisasszony – tornatanár
- Blake kisasszony – tanár
- Rowan kisasszony – tanár
- Elspeth Johnson – gondnok
- Alison Hargreaves – a Minerva Leánynevelő Intézet elsőként felvett tanulója
- tiszteletreméltó Alistair Hargreaves őrnagy – Alison apja
- Veronica Carlton-Sandways úrhölgy – az iskolában tanuló ikrek mérgező és iszákos anyja
- Hercule Poirot – híres belga magándetektív
- Kelsey felügyelő – vezető nyomozó
- Ali Juszuf – herceg, a leendő ramati sejk
- „Shaista hercegnő” – kém, a valódi Shaistának, a ramati herceg unokatestvérének az alteregója
- Bob Rawlinson – a ramati herceg személyi pilótája és legjobb barátja
- Joan Sutcliffe – Bob Rawlinson nővére, Jennifer anyja
- Jennifer Sutcliffe – a Minerva Leánynevelő Intézet tanulója, Bob Rawlinson unokahúga, Joan és Henry Sutcliffe lánya
- Henry Sutcliffe – Joan férje, Jennifer apja
- Ephraim Pikeaway ezredes – a londoni városi rendőrség terrorelhárító különleges csoportjának vezetője, „Adam Goodman” felettese
- „Adam Goodman” – a különleges csoport munkatársa, fedett segédkertészként dolgozik a Minerva Leánynevelő Intézetben
- Briggs – a valódi kertész
- Upjohnné – Julia Upjohn anyja, a brit titkosszolgálat nyugdíjas ügynöke
- Julia Upjohn – a Minerva Leánynevelő Intézet tanulója, Jennifer barátnője
- John Edmundson – a Külügyminisztérium munkatársa, a forradalom idején a ramati brit nagykövetség harmadtisztje
- Derek O’Connor – a Külügyminisztérium munkatársa
- „Robinson úr” – homályos figura, a nemzetközi ügyek kulcsszereplője

## Történet
Az egyik leggazdagabb közel-keleti ország, Ramat felvilágosult uralkodója, Ali Juszuf herceg megérzi a hazájában kirobbanó lázadás előjeleit. Mivel nem akar a felkelés vértanúja lenni, szökni próbál az országból. Előtte azonban hűséges barátjára és pilótájára, Bob Rawlinsonra bíz egy csomagot, mely az értékes családi drágaköveket tartalmazza, és megkéri, hogy juttassa ki az országból, nehogy illetéktelen kezekbe kerüljön. Rawlinson tudja, hogy szökési kísérletük veszélyes lesz, lehet hogy nem is sikerül, ezért nem tarthatja magánál a köveket. Még aznap délután elmegy a szintén Ramatban tartózkodó nővéréhez, Mrs. Sutcliffe-hoz, hogy ott rejtse el a csomagot. Mivel nővére a lányával, Jenniferrel hamarosan úgyis hazatér Angliába, és a turistákat amúgy sem nézik át annyira, így a drágakövek veszély nélkül kikerülhetnek az országból. A szállodaszobában talál is egy jó helyet a köveknek egy teniszütő nyelében, majd távozik. Azonban a szomszéd szobában tartózkodó spanyol táncosnő mindent lát, és miután Bob elmegy, rögtön megtalálja a köveket, viszont elvinni már nem tudja, ugyanis Mrs. Sutcliffe és lánya éppen hazafelé tart. Ezért mindent visszatesz eredeti helyére. Rawlinson és a herceg még aznap – miközben megpróbálták elhagyni Ramatot – lezuhan repülőgépével. Sokan követik a kövek nyomát, beleértve a Brit Hírszerzés embereit is, akik egy előkelő leányiskolára kezdik összpontosítani figyelmüket.

### A tornacsarnok rejtélye
Két hónappal később Anglia egyik leghíresebb magániskolájában, a Minerva Leánynevelő Intézetben megkezdődik a nyári félév, amely több személyi változást hoz. Van néhány új lány – többek között Shaista, aki keleti hercegnő, Jennifer Sutcliffe és Julia Upjohn –, két új tanárnő – Mademoiselle Angèle Blanche, aki franciát tanít, valamint Miss Grace Springer tornatanárnő, akit senki sem szeret –, egy új titkárnő, Ann Shapland és egy új segédkertész, aki Adam Goodman néven a hírszerzés embere, és akit főnöke, Pikeaway ezredes azzal bízott meg, hogy „tartsa nyitva a szemét”.
Egyébként minden a régi, kiegyensúlyozott ritmus szerint halad. Az iskola igazgatónője, Miss Bulstrode személyes problémájára koncentrál: ki legyen az utóda, aki visszavonulása után méltón őrizné meg az általa alapított intézmény hírnevét? Először is ott van Miss Vansittart, aki folytatná a hagyományokat, de új ötletei is lennének. A másik jelölt a sok új változtatást véghezvinni kívánó, de kevesebb tapasztalattal rendelkező Miss Rich, egy fiatal franciatanárnő. Az élet azonban nem marad sokáig nyugodt, ugyanis az újonnan épített tornacsarnokban egyik éjszaka Miss Johnson, a gondnoknő és Miss Chadwick holtan találja Miss Springert, akit nem sokkal azelőtt lőttek agyon. Kelsey felügyelő nyomozni kezd az ügyben, de nem találja a magyarázatot arra, hogy mit keresett a tanárnő éjnek évadján a tornacsarnokban. A kihallgatások során Adam felfedi valódi kilétét a felügyelőnek, de ezt a tanári kar előtt titokban tartják.
Eközben Jennifer Sutcliffe barátságot köt Julia Upjohnnal. Mindketten imádnak teniszezni, de egyikük ütője sem tökéletes: Juliáé puha, a húrok nem elég feszesek rajta, Jenniferének pedig rossz a súlyelosztása. Mindezek miatt a két lány ütőt cserél. Jennifer levélben újat kér édesanyjától, mire egy nap ismeretlen nő jelenik meg az intézetben. Elmondása szerint a nénikéje küldte, és új ütőt hozott Jennifernek, de a régit el kell vinnie. Emiatt a lány egy pillanatra gondolkodóba esik, de az új ütőjén kívül nem igazán foglalkozik mással. Kérdésére a nénikéje azt válaszolja, hogy ő nem küldött ütőt. Egyik hétvégén, amikor néhány gyereket hazavisznek szülei, Shaista hercegnőt elrabolják. Éjszaka pedig újabb tanárnő leli halálát a tornacsarnokba, ezúttal Miss Vansittart. A tanárnőre Miss Chadwick talált rá, aki nem tudott aludni és fényt látott a csarnokban, ezért gyorsan odaszaladt. Most már szinte mindenki biztos benne, hogy a tornacsarnokban lehet valami olyan dolog, ami miatt ölni érdemes, de senki nem tudja megoldani a bűntényt. Mrs. Sutcliffe az események hatására hazaviszi a lányát és Julia egyedül marad. Biztos benne, hogy tanárai  az ütőt keresték, de nem az övét, hanem Jenniferét. Véleménye szerint az ismeretlen nő azért vitte el Jennifer ütőjét, mert azt hitte, van benne valami. Arról azonban senki nem tudott, hogy a két lány ütőt cserélt. Ezen felbuzdulva tehát Julia elkezdi szétbontani a nála maradt teniszütőt, és megtalálja benne a Bob által a ramati szállodaszobában gyurmába elrejtett drágaköveket.

### Poirot nyomoz
Julia másnap reggel elhagyja az intézményt, és londoni lakásán felkeresi a belga magándetektívet, Hercule Poirot-t. Elmondja a gyilkosságok történetét, beszámol az emberrablásról, illetve megmutatja a teniszütő nyelében talált drágaköveket. Poirot sok beszélgetés és valamennyi tanár és érintett diák kihallgatása után nagyon érdekes eredményre jut, de még a leleplezés előtt megölik a zsarolót, Miss Blanche-ot.

### Megoldás
Végül Poirot utolsó megbeszélésre hívja össze a tanári kart, és Mrs. Upjohn segítségével leleplezi a gyilkost, aki nem más, mint a mindig nagyon pontos és kötelességtudó Ann Shapland, Miss Bulstrode titkárnője. Mrs. Upjohn ismerte már ezt a nőt titkosszolgálati múltjából, mert az korábban Angelica fedőnéven ott dolgozott. A titkosszolgálatnál mindig is veszedelmesnek tartották. Ann Shapland végső kétségbeesésében pisztolyt ragad, le akarja lőni az igazgatónőt, de Miss Chadwick elé ugrik, és feláldozza magát. Később derül ki, hogy a második tornacsarnoki gyilkosságot Miss Chadwick követte el féltékenységből.
Miután kivezették a tettest, Poirot mindenki előtt feltárja az igazságot. Ann Shapland volt az a spanyol táncosnő – Angelica de Toredo –, aki a szomszéd szobából látta, amint Bob Rawlinson egy teniszütőbe rejti a drágaköveket. Át is ment, hogy kiszedje, de pont akkor érkeztek meg Mrs. Sutcliffe-ék, így nem tudta befejezni amit csinált. Kinyomozta, hogy Jennifer Sutcliffe a Minerva Leányiskolába megy tanulni, így tehát Ann tudta, hogy az ütőt is magával viszi. Elhatározta, hogy ő is vele tart, így lefizette a régi titkárnőt, és ő lépett a helyébe. Azon az éjszakán, amikor az első gyilkosság történt, Ann a teniszütőkkel babrált, a tornatanárnő pedig megzavarta őt. Ekkor lelőtte. A második gyilkosság időpontjában Miss Vansittart puszta kíváncsiságból ment le a csarnokba, hogy megnézze Shaista hercegnő szekrényét, amikor is Miss Chadwick hirtelen felindultságból és a régóta lappangó gyűlölete miatt agyonütötte Miss Vansittardot egy az előcsarnokból egy esetleges támadástól félve magával vitt homokzsákkal. Ann Shaplandnak volt alibije aznap estére, de a zsaroló franciatanárnőt ugyanilyen módszerrel tette el láb alól, hogy azt higgyék, mind a két áldozatot ugyanaz az ember ölte meg. A legvégén Poirot választ ad Shaista hercegnő eltűnésével kapcsolatban is. Elmondja, hogy Shaistát még azelőtt elrabolták, mielőtt idejött volna a Minervába. Az a lány, aki az év elején érkezett, egy ál-Shaista volt, akit azért küldtek ide, hogy kikémlelje a drágakövek helyét. Amikor fennállt a veszélye, hogy lelepleződik, szökést színlelve eltűnt a képből.
Végül Miss Bulstrode az eseményektől megtépázott és a hírnevéből jócskán vesztett Minerva-intézetet megpróbálja új segítőtársával újra felvirágoztatni.
Mr. Robinson a köveket eljuttatja jogos tulajdonosának, egy fiatalasszonynak, akit az Angliában tanult Ali Juszuf herceg korábban feleségül vett, és egy fiuk is született, akinek létezéséről a herceg soha nem tudott. A nő emlékül elküld egy követ Juliának.

## Magyarul
- Macska a galambok között. Bűnügyi regény; ford. Kosáryné Réz Lola; Európa, Bp., 1989 (Fekete könyvek)

## Feldolgozások
- Agatha Christie: Poirot: Macska a galambok között (Agatha Christie's Poirot: Cat Among the Pigeons, 2008) rendező: James Kent szereplők: David Suchet, Harriet Walter, Raji James
- Les Petits Meurtres d'Agatha Christie - Le chat et les souris (2010), rendező: Eric Woreth, szereplők: Antoine Duléry, Marius Colucci, Brigitte Catillon